# Lave torrentielle
Pour les articles homonymes, voir Lave (homonymie).
Ne doit pas être confondu avec Inondation boueuse, Coulée de boue, Écroulement ou Glissement de terrain.

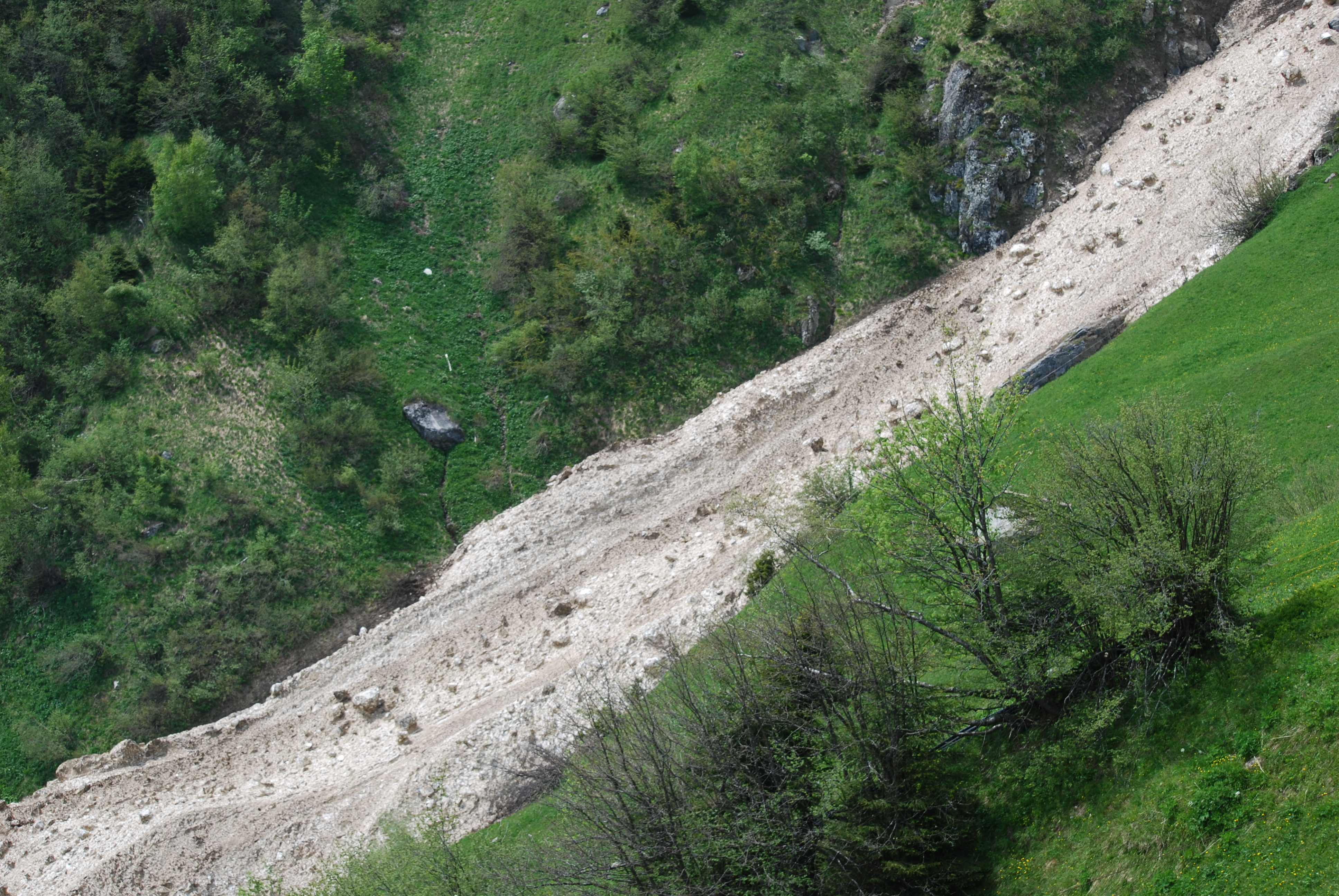
Lave torrentielle dans le canton d'Uri, en Suisse.

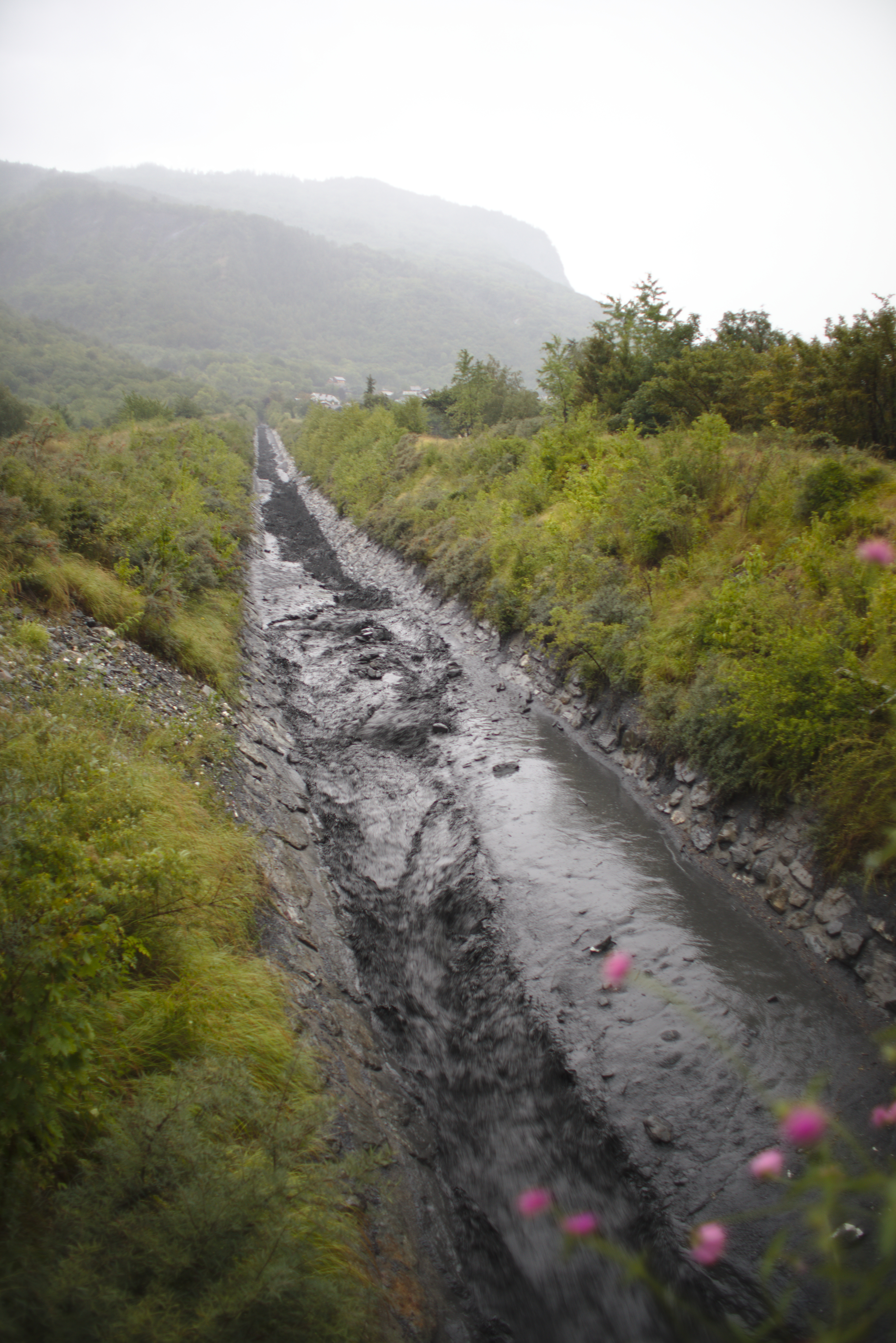
Petite lave torrentielle sur le Rieu Bel à Villargondran, en France.

Une lave torrentielle est un phénomène géologique en situation de relief, notamment de montagne (composante essentielle de l'évolution paysagère à long terme). Elle contient un mélange d'eau, de sédiments fins, d'éléments rocheux, de blocs parfois énormes, d'arbres, de graviers se déplaçant à très grande vitesse.

## Nomenclature
On observe un consensus pour différencier une coulée de boue d'une lave torrentielle : la première se déclenche en pleine pente sans forcément l'existence préalable d'un chenal (ravine, talweg, torrent, ou autre élément du système hydrographique), alors que la seconde y est liée entièrement. De plus, la lave torrentielle a un mode de déplacement qui s'apparente à l'écoulement d'un fluide[à vérifier].
D'autre part, on distingue la lave torrentielle du charriage, transport de sédiments dans un cours d'eau.
Le mot lave, par analogie avec les laves volcaniques, a été inspiré par leur consistance visqueuse, les éléments fins étant liés à la phase liquide et à cause de leur comportement destructeur.

## Formation
Son déclenchement est lié à des précipitations météorologiques violentes, soudaines et concentrées, qui peuvent être accompagnées de grêle ou d'orage. La déstabilisation à une altitude élevée d'éléments solides dans une pente déclenche par les dévalements une importante accumulation d'énergie cinétique qui initie des vagues destructives impossibles à arrêter, érodant berges et zones de passage très rapidement et brutalement.

## Phénomènes météorologiques initiaux caractéristiques des zones de montagne
La configuration des montagnes provoque une multitude de phénomènes météorologiques très spécifiques : inversion de température, mer de nuages, mur de foehn, effet de foehn, nuages lenticulaires, nuages de pentes, vent de couloir, rafales de cimes, courant-jet de vallée, brise de convection, nuage en bannière, nuage orographique, onde orographique, accroche des stratocumulus et cumulus sur les cimes, etc. En ce qui concerne les laves torrentielles, elles se produisent souvent lorsqu'une masse d'air chaud et humide, déplacée par un vent fort est obligée de s'élever haut pour passer par-dessus un obstacle montagneux. L'électricité statique et les contrastes élevés de température déclenchent à leur tour un phénomène pluvieux brutal (une grêle), souvent doublé d'orage (naissant souvent lors des périodes caniculaires). Lors de ces phénomènes des débits précipités majeurs sont très focalisés. Ces phénomènes se concentrent toujours sur les pentes associées à la proximité des cimes les plus hautes et avec une prééminence accrue pour les faces sud et ouest dans l'hémisphère nord. L'observation paysagère (dans les pierriers) des cimes y donne à voir de véritables chenaux bien creux prenant naissance avec une grande proximité des parties sommitales.
Le phénomène de lave torrentielle reste difficile à prévoir,,,.

Lave torrentielle sur le torrent du Claret à Saint-Julien-Montdenis (Savoie, France)
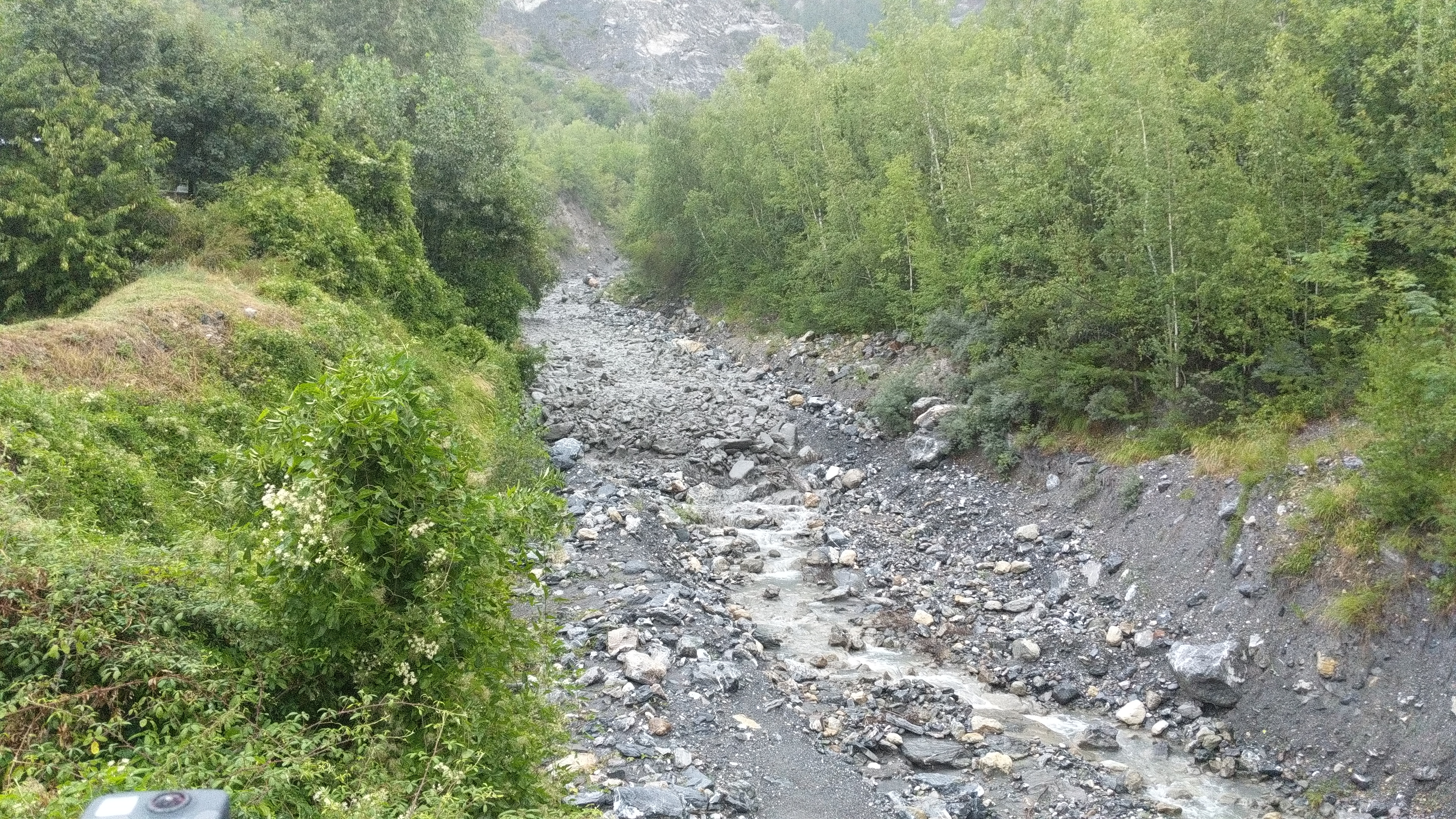
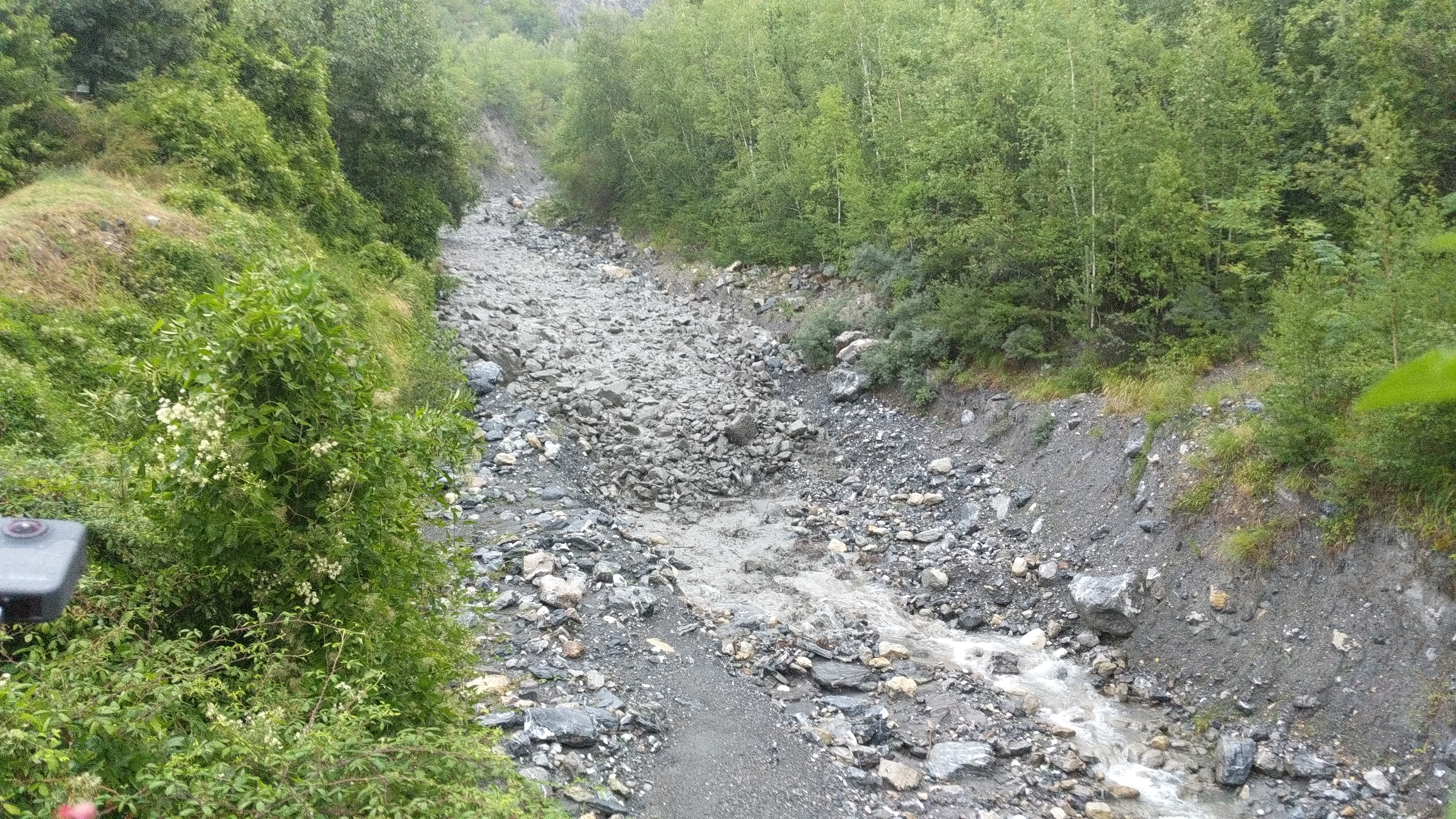
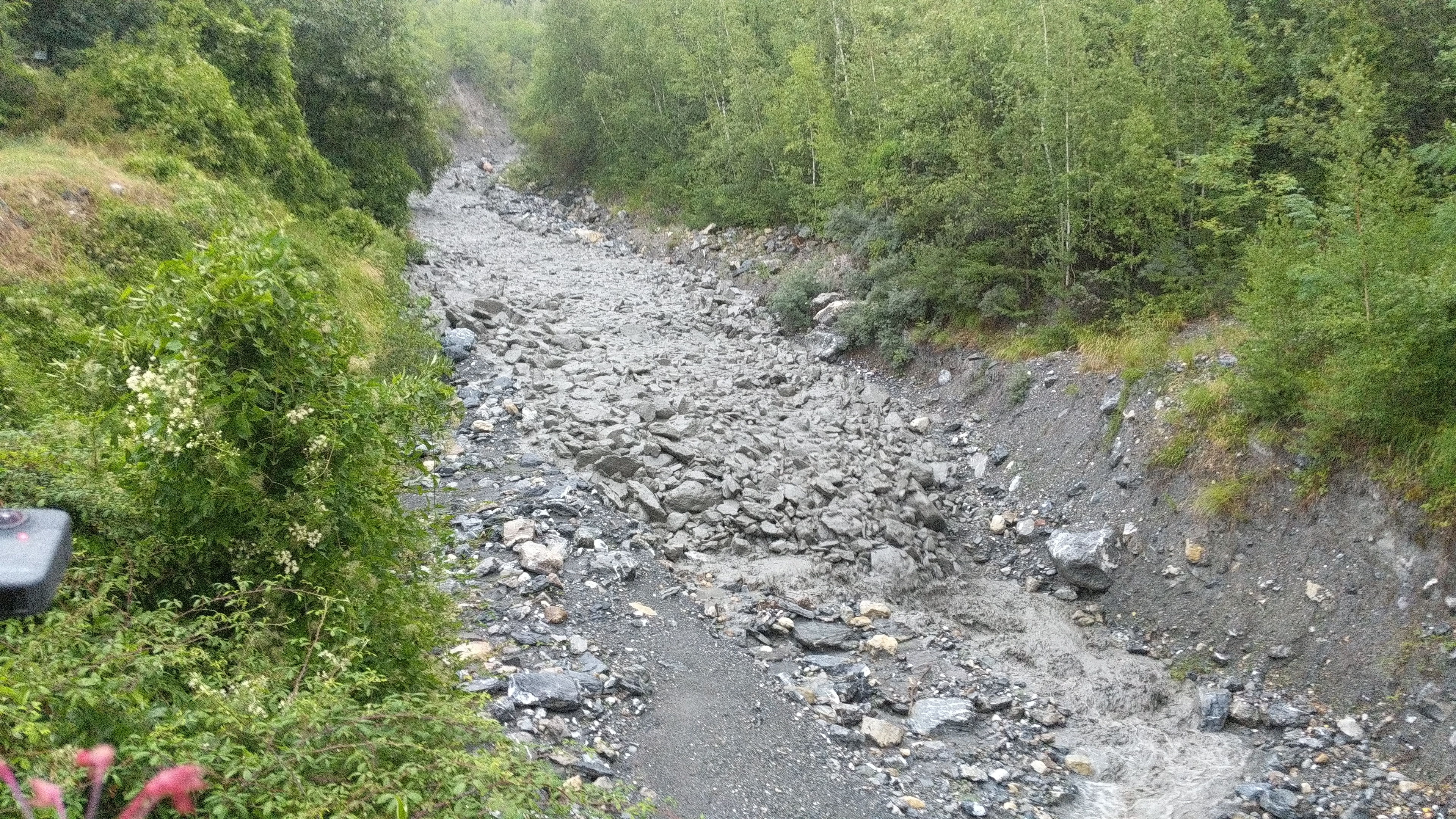
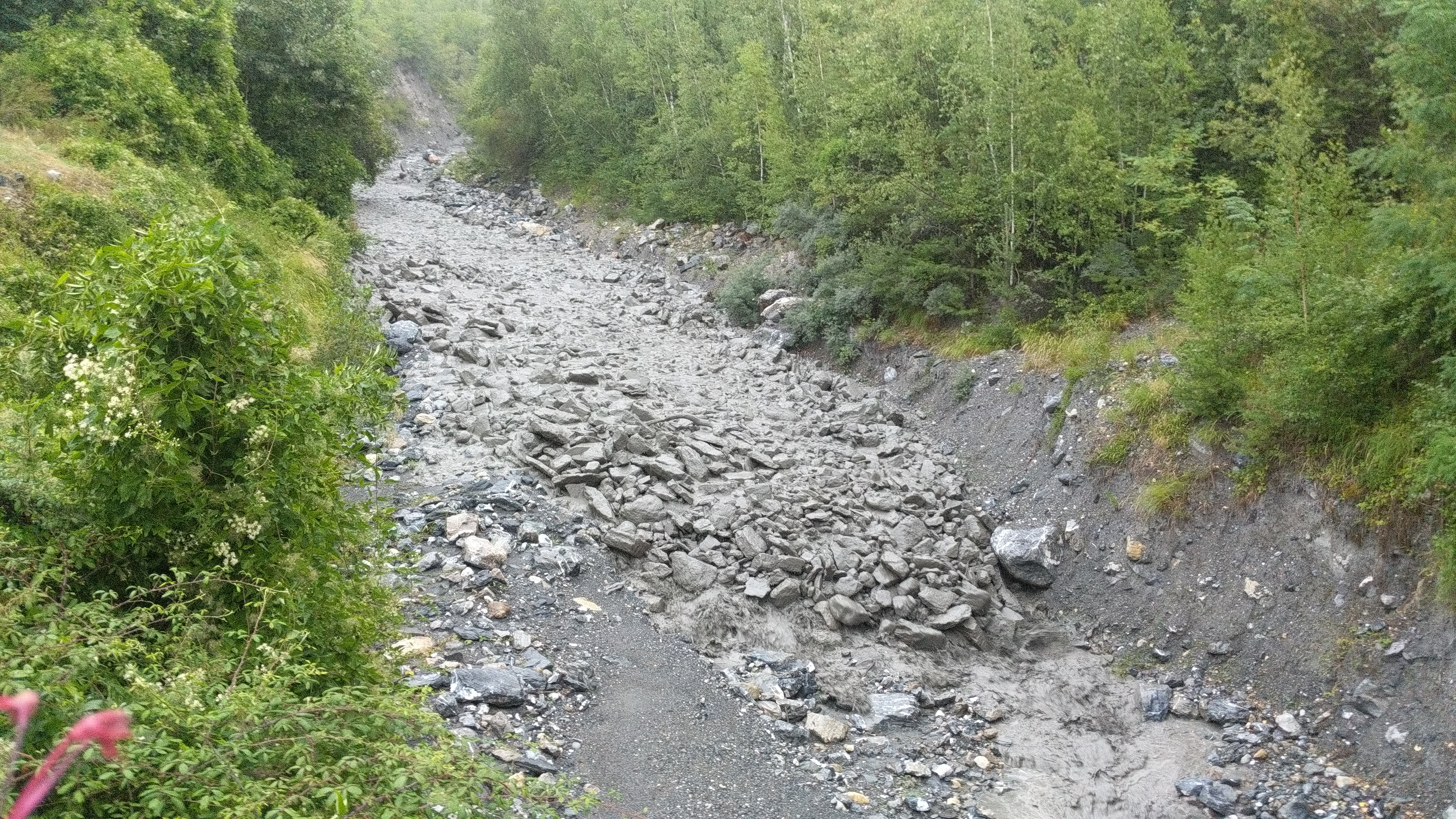

## Conséquences des laves torrentielles

### Conséquences immédiates

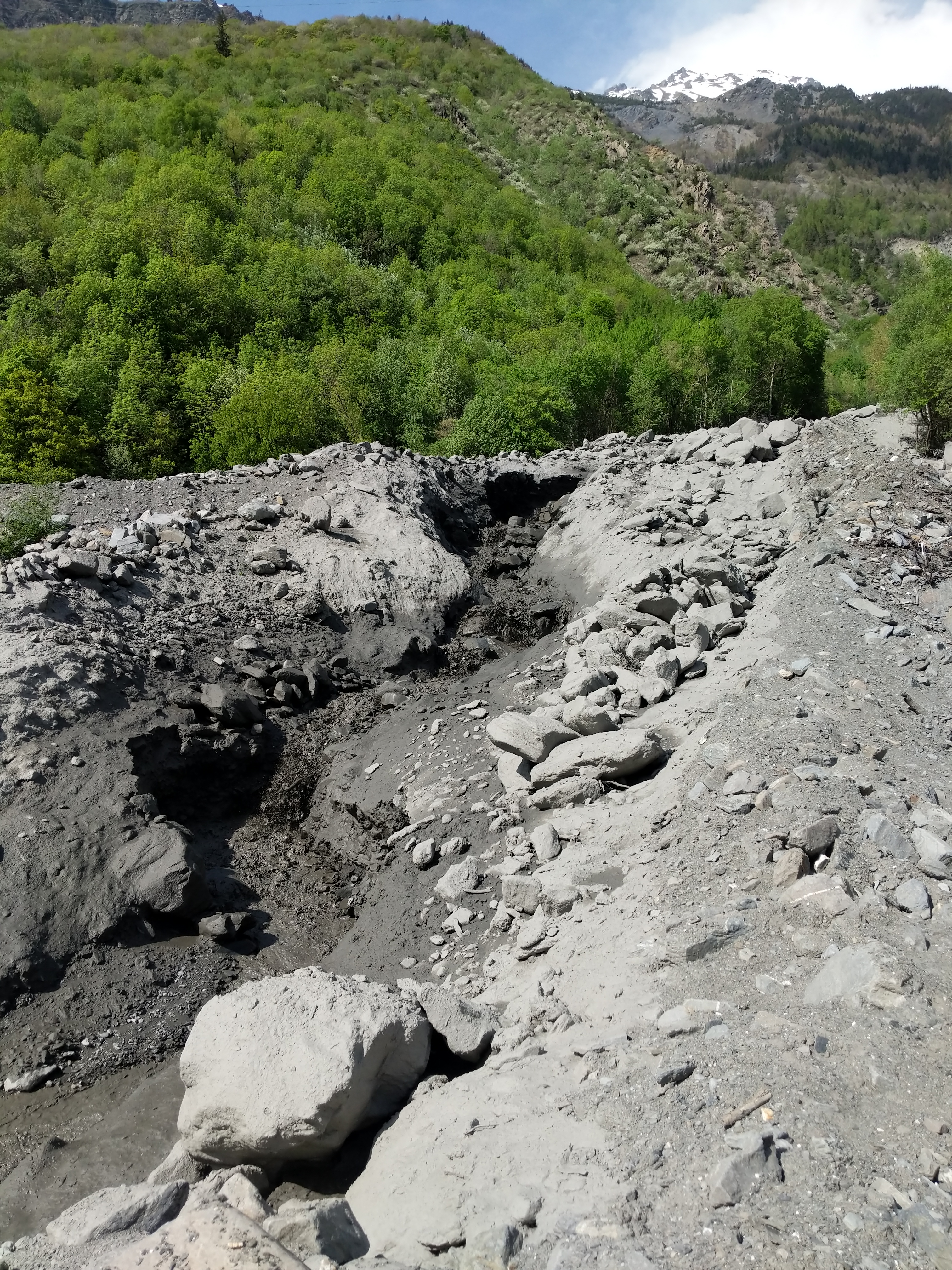
Le torrent du Pousset après une lave torrentielle.

Les cours d'eau habituels ne sont jamais préparés à ces phénomènes hors-normes qui provoquent toujours des débordements et des dégâts.
L'eau et les sédiments fins forment une boue d'une densité suffisante pour la mise en suspension et l'entraînement des éléments rocheux. Cette boue, appelée matrice, peut atteindre une densité élevée (1,8 à 2,2 t/m3) ce qui lui permet ainsi, avec une pente assez forte, de déplacer des blocs de plusieurs tonnes. Contrairement à l'inondation boueuse, le mélange n'est pas homogène : une sédimentation et ségrégation se produisent, permettant de distinguer :
- un front et des bourrelets latéraux (généralement plus grossiers) ;
- le corps même de la lave torrentielle ;
- une queue généralement plus fluide et, stricto sensu, qui se rapproche plus du charriage.

Dans le mélange, on peut également trouver de l'air sous forme de bulles (dont l'effet n'est peut-être pas négligeable) ou des éléments végétaux (branches, arbres) qui eux peuvent jouer un rôle important en obstruant les parties étroites des chenaux. Cependant ce sont les trois éléments principaux (eau, sédiments et blocs) qui déterminent les propriétés générales de ces écoulements, leurs proportions se traduisant par des modes différents d'écoulement.
Une lave torrentielle peut atteindre une vitesse de déplacement de 50 km/h,. Dans les Alpes, les laves torrentielles les plus volumineuses ont déplacé 500 000 mètres cubes de matériaux,.

### Zones de dépôts, d'arrêt et d'évasement

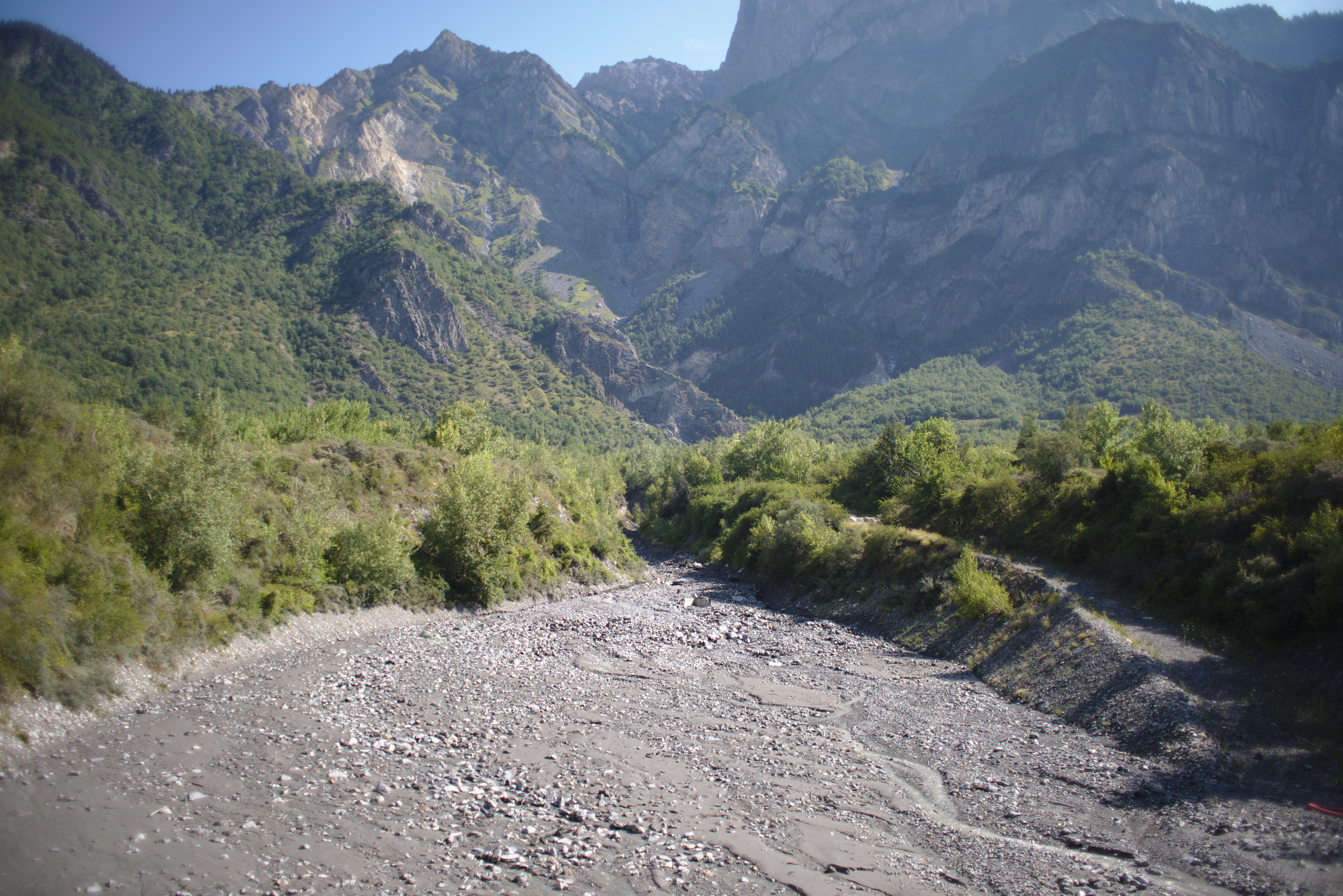
Exemple d'une plage de dépôt maintenue par le service de Restauration des terrains en montagne (RTM) (ONF), France.

La quantité très importante de matériaux transportés par la gravité se retrouve accumulée sur un obstacle qui est assez souvent une confluence. Les autorités se retrouvent soudainement face à des dépenses d'urgence qui peuvent monter à des sommes astronomiques. Souvent ces matériaux sont rapidement étalés en plans horizontaux à proximité des lits principaux. Les étalements laissent de lourdes blessures paysagères. Ils emportent avec eux des futaies, des prés, des champs, qui deviennent très souvent impropres à l'usage initial.

### Prévention des risques
En haute montagne, ces laves torrentielles sont assez courantes. Les plans de prévention des risques doivent en tenir compte pour identifier certaines zones aux dangers accrus. Les emplacements des autorisations de construire, les installations d'ouvrages d'arts coûteux (ponts, routes, etc.) doivent tenir compte des secteurs à risques connus ; des adaptations du génie civil sont parfois mises en place tels les ponts fusibles. Certaines pentes très exposées à ces phénomènes sont très identifiables ; elles sont appelées « sabliers » par les autorités et consistent en des amas assez verticaux de pierriers dénudés, glabres et laminés régulièrement.

### Quelques laves torrentielles particulièrement marquantes
En juillet 1892, dans les Alpes françaises, la rupture d'une poche d'eau dans le glacier de Tête Rousse, dans le massif du Mont-Blanc, engendre une lave torrentielle ; celle-ci descend la vallée du Bon-Nant et fait entre 175 et 200 morts à Saint-Gervais-les-Bains,,.
Le 7 février 2021 en Uttarakhand (en Inde), un évènement lié à la rupture d'une paroi composée de roche et de glace entraîne ensuite une lave torrentielle et fait environ 250 morts et d'importants dégâts,.

## Lien entre changement climatique et laves torrentielles
Le changement climatique en cours au XXIe siècle entraîne une augmentation des températures et davantage d'épisodes pluvieux marqués (qui peuvent se coupler avec la fonte des glaciers et le dégel du pergélisol), ce qui engendre un accroissement du nombre de laves torrentielles dans les Alpes suisses et françaises,,,,,,,,.